# Инглвуд (Небраска)
Инглвуд (енгл. Inglewood) град је у америчкој савезној држави Небраска.

## Демографија
По попису из 2010. године број становника је 325, што је 57 (-14,9%) становника мање него 2000. године.
| Група             | 2000.       | 2010.       |
| Белци             | 370 (96,9%) | 267 (82,2%) |
| Афроамериканци    | 0 (0,0%)    | 2 (0,6%)    |
| Азијати           | 0 (0,0%)    | 1 (0,3%)    |
| Хиспаноамериканци | 10 (2,6%)   | 47 (14,5%)  |
| Укупно            | 382         | 325         |